# NGC 63
NGC 63은 물고기자리 방향에 있는 나선 은하이다.